# بل-آلدی (شهرستان تاق‌تاگل)
بل-آلدی (به لاتین: Bel-Aldy) یک منطقهٔ مسکونی در قرقیزستان است که در شهرستان تاق‌تاگل واقع شده‌است. بل-آلدی ۹۹۲ نفر جمعیت دارد و ۱٬۳۱۹ متر بالاتر از سطح دریا واقع شده‌است.